# Wschodnie Caprivi
Wschodnie Caprivi – bantustan w Afryce Południowo-Zachodniej, utworzony w 1972 roku dla ludu Lozi. Jego stolicą było Katima Mulilo.
W 1976 nazwę bantustanu zmieniono na Lozi.
Bantustan został zlikwidowany w maju 1989.

## Przywódcy Wschodniego Caprivi
- 1972-1976 – Josiah Moraliswane
- 1976-1981 – Richard Muhinda Mamili
- 1981-1984 – Josiah Moraliswane
- 1984 – H.J. Becker
- 1984-1986 – F.P.J. Visagie
- 1986 – I.J. van der Merwe
- 1986-1989 – A.G. Visser